# Svank

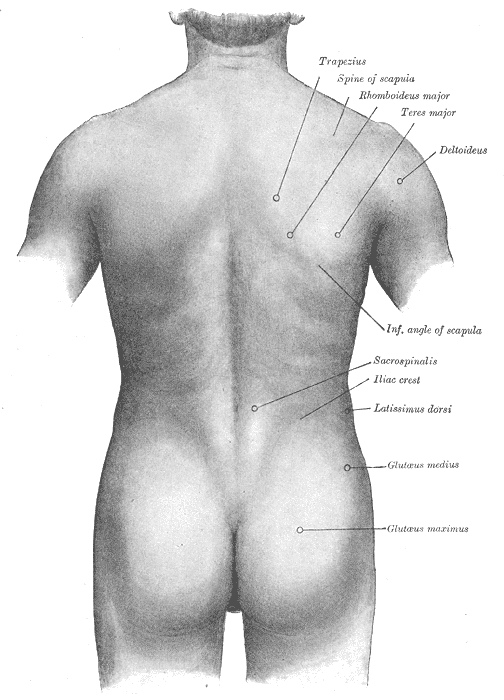
Ryggen.
Illustration: Gray's Anatomy, 1918. (PD)

Svank är hos människan den inböjning av nedre delen av ryggen som kommer av ryggradens krökning i ländryggen. Denna krökning gör ryggraden fjädrande och stötdämpande när man går eller springer. 
Avsaknad av svank kan leda till ryggproblem, men kan också vara ett symtom på sjukdomar, till exempel Marfans syndrom. Påtaglig svank (kraftigare inböjning än inom den normala variationen) kan också vara ett symptom på sjukdom, som Duchennes muskeldystrofi, men det kan också bero på ett hållningsfel.
Ett hållningsfel med kraftig svank brukar kallas för svankrygg.